# Michele Salvati
 Michael Anthony Salvati (*4 de mayo de 1937) Político  Italiano, y a Diputado durante XIII Asamblea Legislativa de la República Italiana por la Circunscripción 1 Lombardía.
Licenciado en Derecho en la Universidad de Pavía en 1960, tiene un segundo título en economía en Cambridge cinco años después.
Es profesor de Economía Política en Universidad del Estado de Milán , en la Facultad de Ciencias Políticas.
Escribió  varias editoriales de diarios como Corriere della Sera, República, La Unidad y revistas como The Mill and State and market, de cual también fue director.
En 1996 fue elegido miembro de la Cámara de Diputados de Italia con El Olivo. En este puesto, contribuyó al proyecto de reforma institucional bicameral.
Incluso después de dejar el cargo de diputado, no ha dejado de interés en los asuntos políticos de Italia. Fue él quien, desde 2003, el primero en teorizar sobre la aparición del Partido Democrático , la formación se pueden combinar en un reformismo democrático de centro-católico y social.
Se sigue considerando el teórico de la naciente Partido Democrático , junto con otros personajes como Nino Andreatta.